# Iodate de calcium
L'iodate de calcium de formule Ca(IO3)2 est un sel ayant des propriétés antiseptiques.

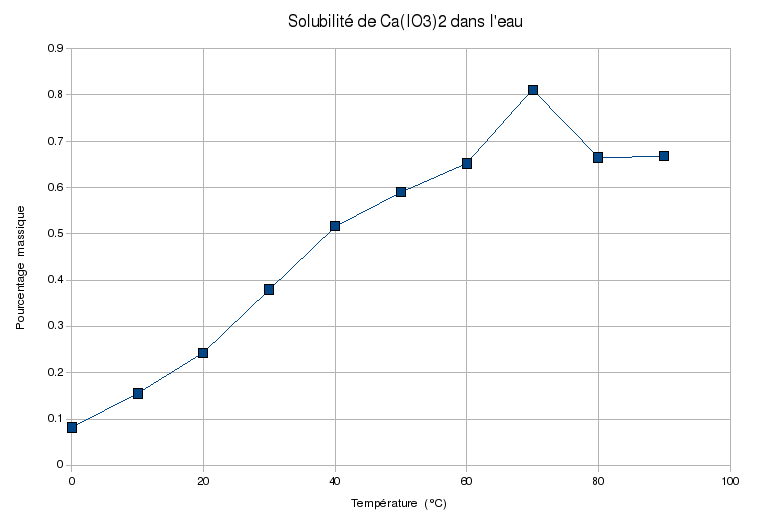
Solubilité dans l'eau